# Eldtornsguldmal
Eldtornsguldmal (Phyllonorycter leucographellus) är en fjärilsart som först beskrevs av Philipp Christoph Zeller 1850.  Eldtornsguldmal ingår i släktet guldmalar, och familjen styltmalar. Arten är reproducerande i Sverige.